# Доминиканска Република
Доминиканска Република (шп. República Dominicana), понекад означена и као Доминикана (шп. Dominicana), је држава у Карибима, смештена на источне две трећине острва Хаити, на којем се граничи са Републиком Хаити. Хаити је друго по величини острво Великих Антила и лежи источно од Кубе и Јамајке, а западно од Порторика. Главни и највећи град Доминиканске Републике је Санто Доминго.

## Историја

### Преколумбовска историја
Народ Таино, који говори језик аравакан, доселио се у Хиспаниолу из североисточног региона, данас познатог као Јужна Америка, расељавајући раније становнике, око 650. године н.е. Бавили су се пољопривредом и риболовом и ловом и сакупљањем. Карибе су одвеле Таино на североисток Кариба, где су ови боравили током већег дела 15. века. Процене становништва Хиспаниоле 1492. године варирају у великој мери, укључујући сто хиљада, триста хиљада и четиристо хиљада до два милиона. Прецизно утврдити колико је људи живело на острву у претколумбовско доба готово је немогуће, јер не постоје тачни подаци. До 1492. године острво је било подељено на пет поглавара Таино народа. Име Таино за цело острво било је или Аити или Квисквеја.
Шпанци су стигли 1492. године. Првобитно, након пријатељских односа, Таино су се одупрли освајању, предвођени женским поглаваром Анакоаон из Ксарагве и њеним бившим супругом поглаваром Каонабо из Магуане, као и поглаварима Гвасанагариком, Гвамом, Хатвејем и Енрикиљом. Успеси потоњег стекли су његов народ за неко време аутономну енклаву на острву. У року од неколико година након 1492. године, становништво Таина драстично је опало, услед малих богиња и других болести које су стигле са Европљанима.
Прво забележено избијање малих богиња, у Америци, догодило се на Хиспаниоли 1507. године. Последњи запис чистог припадника народа Таино у земљи био је из 1864. Ипак, биолошко наслеђе Таина преживело је у значајној мери, услед мешања народа. Пописи из 1514. откривају да је 40% шпанских мушкараца у Санто Домингу било ожењено Таино женама, а неки данашњи Доминиканци имају Таино порекло. Остаци културе Таино укључују њихове пећинске слике, као што су Помијерове пећине, као и дизајне керамике, који се још увек користе у малом занатском селу Хигерито, Мока.

### Европска колонизација
Острво Хаити открио је Кристифор Колумбо децембра месеца 1492. Тада се први пут искрцао у данашњем Санто Домингу, главном граду Доминиканске Републике. У њему данас постоји споменик и музеј-кућа у којој је једно време и сам Колумбо живео.
Колонија је тако постала одскочна даска за даље шпанско освајање Америке, а деценијама и седиште шпанске колонијалне моћи на хемисфери. Убрзо након тога, највеће откриће злата на острву откривено је у централном делу Кордиљера, што је довело до рударског бума. До 1501. године, Колумбов рођак, Ђовани Колумбо такође је открио злато у близини Буенавентуре; налазишта су касније била позната као Минас Нуевас.
Настала су два главна рударска подручја, једно дуж Сан Кристобал-Буенавентуре и друго у Сибау у оквиру троугла Ла Вега-Котуј-Бонао, док су Сантијаго де лос Кабаљерос, Консепсион и Бонао постали рударски градови. Уследила је златна грозница 1500–1508. Фернандо II од Арагона „наручивао је злато из најбогатијих рудника резервисаних за Круну“. Тако је Овандо експроприсао руднике злата Мигела Дијаза и Франциска де Гараја 1504. године, пошто су рудници постали краљевски рудници, мада су били отворени и за приватне проналазаче. Фернандо је желео да „најбољи Индијанци“ раде на његовим краљевским рудницима и држао је њих 967 у рударском подручју Сан Кристобал, под надзором плаћених рудара.
За време гувернера Николас де Ованда Касереса, Индијанци су били приморани да раде у рудницима злата, „где су били презапослени, малтретирани и неухрањени“, како наводи Понс. До 1503. године, шпанска круна је легализовала дистрибуцију Индијанаца за рад на рудницима, као део система енкомијенда. Према Понсу, „Једном када су Индијанци ушли у руднике, глад и болест су их буквално избрисали“. До 1508. године индијанско становништво од око 400.000 смањено је на 60.000, а до 1514. године остало је само 26.334. Отприлике половина налазила се у рударским градовима Консепсион, Сантијаго, Санто Доминго и Буенавентура. Репаримијенто из 1514. убрзао је емиграцију шпанских колониста, заједно са исцрпљивањем рудника. 1516. године, епидемија малих богиња убила је додатних 8.000 од преосталих 11.000 Индијанаца, за месец дана. До 1519. године, према Понсу, „И златна економија и индијско становништво истодобно су изумрли“
Католички монарси су 1501. године прво одобрили колонистима Кариба да увозе афричке робове, који су на острво почели пристизати 1503. Шећерна трска је Хиспаниоли унесена са Канарских острва, а прва шећерана у Новом свету основана 1516. на Хиспаниоли. Потреба за радном снагом која би задовољила све веће захтеве узгоја шећерне трске довела је до експоненцијалног повећања увоза робова, током наредне две деценије. Сиромашнији колонисти издржавали су се тако што су ловили стада дивље стоке која су лутала острвом и продавали њихову кожу.
Освајањем америчког копна, плантажа шећерне економије Хиспаниоле брзо је пропала. Већина шпанских колониста отишла је у руднике сребра у Мексику и Перуу, док су нови имигранти из Шпаније заобишли острво. Пољопривреда се смањила, нови увоз робова је престао, а бели колонисти, слободни црнци и робови живели су сиромашно, слабећи расну хијерархију и помажући у мешању, што је резултирало популацијом претежно мешовитих Шпанаца, Таина и људи афричког порекла. Осим града Санто Доминго, који је успео да одржи део легалног извоза, доминиканске луке биле су принуђене да се ослањају на кријумчарену трговину, која је, заједно са стоком, постала један од главних извора за живот становника острва.
Средином 17. века, Француска је послала колонисте и приватнике да населе северозападну обалу Хиспаниоле због свог стратешког положаја у региону. Да би привукла пирате, Француска их је снабдевала женама које су одведене из затвора, оптужене за проституцију и лоповлук. После деценија оружане борбе са француским насељеницима, Шпанија је западну обалу острва уступила Француској уговором из 1697. године, док је Централна висораван остала под шпанским доменом. Француска је створила богату колонију на острву, док је шпанска колонија наставила да трпи економски пад.
Дана 17. априла 1655. године енглеске снаге су се искрцале на Хиспаниолу и марширале 30 километара до Санто Доминга, главног шпанског упоришта на острву. Коњаници су напали освајаче, враћајући их према плажи у потпуној збуњености. Њихов командант се сакрио иза дрвета где је, речима једног одвратног посматрача, био „толико обузет терором да је тешко могао да говори“. Елитни дефанзивци Санто Доминга обилно су награђени титулама шпанске круне. Француске снаге напале су Сантиаго 1667. године, а то је праћено разорним ураганом следеће године и епидемијом малих богиња која је убила око 1.500 људи 1669. Шпанци су 1687. године заузели тврђаву у Петит-Гоаве, али су Французи узвратили ударац и обесили Вође. Две године касније, у Деветогодишњем рату, Французи су отпустили Сантиаго. 1691. Шпанци су напали север и опљачкали Кап-Франсоа. Острвске тензије су се смириле када је мир успостављен, а последњи шпански монарх Хабсбург - деформисани инвалид Карлос II - умро је 1. новембра 1700, наследивши га шеснаестогодишњи француски кнез Бурбон Филип Анжујски.

### 18. век
Кућа Бурбона заменила је кућу Хабсбург у Шпанији 1700. године и увела економске реформе које су постепено почеле да оживљавају трговину у Санто Домингу. Круна је прогресивно ублажавала круте контроле и ограничења трговине између Шпаније и колонија и међу колонијама. Последње флоте пловиле су 1737; монополски лучки систем је укинут убрзо након тога. Средином века становништво је појачано емиграцијом Шпанаца са Канарских острва, пресељењем северног дела колоније и садњом дувана у долини Сибао, а увоз робова је обновљен. Колонија Санто Доминго забележила је пораст броја становника током 18. века, када је порасла на око 91.272, 1750. године. Од овог броја, приближно 38.272 су били бели земљопоседници, 38.000 су били слободни мешовити људи боје боје, а око 15.000 робови. Ово се нагло супротставило становништву француске колоније Сен-Домингве (данашњи Хаити) - најбогатије колоније на Карибима и чија је популација од пола милиона била 90% робова и укупно, седам пута више од шпанске колоније Санто Доминго. „Шпански“ досељеници, чија је крв до сада била помешана са крвљу Таина, Африканаца и Канарских Гуанча, изјавили су: „Није важно да ли су Французи богатији од нас, ми смо и даље прави наследници овог острва. У нашим венама тече крв херојских конкистадора који су ово наше острво освојили мачем и крвљу."
Када је 1739. године избио рат, "рат за Џенкинсово ухо", између Шпаније и Британије, шпански приватници, посебно из Санто Доминга, почели су да патролирају Карипским морем, развој који је трајао до краја осамнаестог века. Током овог периода, шпански приватници из Санто Доминга упловили су у непријатељске луке тражећи бродове за пљачку, нарушавајући тако трговину између Британије и Њујорка. Као резултат тога, Шпанци су прибавили украдену робу - храну, бродове, поробљена лица - која се продавала у лукама Хиспаниоле, а добит је приписивала појединим морским пљачкашима. Приход стечен овим пиратским делима уложен је у економско ширење колоније и довео до поновног насељавања из Европе. Како су рестрикције колонијалне трговине попуштале, колонијалне елите Сен-Домингве нудиле су главно тржиште за извоз говедине, коже, махагонија и дувана из Санто Доминга.
Избијањем Хаићанске револуције 1791. богате урбане породице повезане са колонијалном бирократијом побегле су са острва, док је већина сеоских хатера (сточара) остала, иако су изгубили главно тржиште. Иако је популација шпанског Санто Доминга била можда четвртина становништва француског Сен-Доминга, то није спречило шпанског краља да покрене инвазију на француску страну острва 1793, покушавајући да искористи хаос изазван француском револуцијом. Француске снаге су провериле шпански напредак према Порт о Пренсу на југу, али Шпанци су се брзо пробили кроз север, којег су већински окупирали до 1794. године.
Иако су шпански војни напори добро прошли на Хиспаниоли, у Европи то није прошло (види Пиринејски рат). Као последица тога, Шпанија је била приморана да уступи Санто Доминго Французима под условима из Базелског споразума (22. јула 1795) како би натерала Французе да се повуку из Шпаније.

### 19. век
После десетак година незадовољства и неуспелих завера о независности од стране различитих супротстављених група, бивши поручник Санто Доминга (главни администратор), Хосе Нунез де Касерес, 30. новембра 1821. прогласио је независност колоније од шпанске круне као шпански Хаити. период познат и као краткотрајна независност.
У периоду од 1822. до 1844. цело острво Хаити је под својом влашћу ујединио Жан Пјер Бојер. Доминиканска Република, где су у већини били мулати, одвојила се 1844. под вођством Педра Сантане и водила рат против Хаитија све до 1856.
Као што је то учинио Туасанд Ловертур две деценије раније, Хаићани су укинули ропство. Да би прикупила средства за огромну одштету од 150 милиона франака коју је Хаити пристао да плати бившим француским колонистима, а која је накнадно спуштена на 60 милиона франака, хаићанска влада је доминиканцима наметнула велике порезе. Будући да Хаити није могао адекватно да обезбеди своју војску, окупаторске снаге су углавном преживеле командовањем или одузимањем хране и залиха под оружјем. Покушаји прерасподеле земљишта били су у супротности са системом комуналног управљања земљиштем (теренос комунерос), који је настао са економијом узгајања стоке, а неки људи су негодовали што су били приморани да гаје гајене усеве под Закоником Бојера и Јосефа Балтазара Ингинка. У руралном и неравним планинским пределима, хаићанска администрација је обично била превише неефикасна да би спроводила сопствене законе. Управо су се у граду Санто Доминго најоштрије осетили ефекти окупације и ту је потекао покрет за независност.
Хаићани су повезали Римокатоличку цркву са француским господарима робова који су их експлоатисали пре осамостаљења и запленили сву црквену имовину, депортовали сво инострано свештенство и прекинули везе преосталог свештенства са Ватиканом. Сви нивои образовања су пропали; универзитет је затворен, јер је изгладнио ресурсе и студенте, док су млади мушкарци доминиканци од 16 до 25 година били регрутовани у хаићанску војску. Бојерове окупационе трупе, које су већином биле Доминиканци, нису биле плаћене и морале су да "нађу храну и отпусте" од доминиканских цивила. Хаити је доминиканском народу наметнуо „тежак данак."
Устав Хаитија забранио је белим елитама да поседују земљу, а доминиканским већинским земљопоседничким породицама присилно су одузета имања. Током овог времена, многе беле елите у Санто Домингу нису размишљале о поседовању робова због економске кризе са којом се Санто Доминго суочавао током периода Еспана Боба. Неколико земљопоседника који су желели ропство успостављено у Санто Домингу морало је да емигрира у друге колоније попут Кубе, Порторика или Гран Колумбије. Многе земљопоседничке породице остале су на острву, са великом концентрацијом земљопоседника који су се населили у региону Цибао. Након осамостаљења, и на крају поново под шпанском влашћу 1861. године, многе породице су се вратиле у Санто Доминго, укључујући нове таласе имиграције из Шпаније.

### 20. век
Од 1930. до 1961. Доминиканском Републиком је диктаторски владао Рафаел Леонидас Трухиљо, све док није убијен у атентату. САД су војном интервенцијом 1965. спречиле да изабрани председник Хуан Бох Гавино ступи на дужност. Резултат америчког уплитања била је диктатура Хоакина Видела Балагере, 1966—1978.
Балагер је остао на месту председника следећих 12 година, током којих је владала умерена репресија, да би се спречило да прокубанске и прокомунистичке партије да дођу на власт. Балагерову власт је пратила растуће раслојавање између богатих и сиромашних. Балагера је 1978. наследио Антонио Гузман Фернандез. Од 1978. до 1986. Доминиканска Република је по први пут уживала у периоду слободе говора.
Балагер се вратио на место председника 1986, а поново је изабран 1990. и 1994. Међународна заједница је сматрала да су избори 1994. намештени, што је довело до политичког притиска на Балагера да одступи. Балагер је одговорио расписивањем председничких избора 1996, на којима је први пут победила Доминиканска ослободилачка странка.

### Ера Трухиља
Током дугог и гвозденог режима Рафаела Трухиља дошло је до значајног економског раста, иако су велик део богатства узели диктатор и други режимски елементи. Остварен је напредак у здравству, образовању и превозу, изградњом болница и клиника, школа, путева и лука. Трухиљо је такође извео важан програм изградње станова и успоставио пензијски план. Напокон је преговарао о спорној граници са Хаитијем 1935. године и постигао крај 50-годишњег царинског споразума 1941. године, уместо 1956. Земљу је ослободио дугова 1947. године. Ово је праћено апсолутном репресијом и обилном употребом убистава, мучења и терористичких метода против опозиције. Трухиљови послушници нису оклевали да употребе застрашивање, мучење или атентат на политичке непријатеље како код куће тако и у иностранству.
Иако је био четврт Хаићанин, Трухиљо је промовисао пропаганду против народа Хаитија. 1937. наредио је оно што је постало познато као "масакр над першуном" или, у Доминиканској Републици, као Ел Корте (Сеча), усмеравајући војску да убија Хаићане који живе на доминиканској страни границе. Војска је убила око 17.000 до 35.000 хаићанских мушкараца, жена и деце током шест дана, од ноћи 2. октобра 1937. до 8. октобра 1937. Да не би оставили доказе о умешаности војске, војници су више користили ивицу са оружјем пушке. Речено је да су војници испитивали било кога са тамном кожом, користећи шиболет перехил (першун) да би разликовали Хаићане од Афро-Доминиканаца када је то било потребно; „р“ перехила било је тешко за изговор за Хаићане. Као резултат масакра, Доминиканска Република је пристала да Хаитију плати 750.000 америчких долара, касније смањених на 525.000 америчких долара. 1938. године извештаји из Доминиканске Републике откривају да је стотине Хаићана убијено, а хиљаде депортовано.
Дана 25. новембра 1960. Трухиљо је убио три од четири сестре Мирабал, са надимак Лас Марипосас (Лептири). Жртве су биле Патрија Мерседес Мирабал (рођена 1924), Аргентина Минерва Мирабал (рођена 12. марта 1926) и Антонија Марија Тереса Мирабал (рођена 1935). Заједно са својим мужевима, сестре су се уротиле да свргну Трухиља у насилној побуни. Мирабали су имали комунистичке идеолошке склоности, као и њихови мужеви. Сестре су постхумно примиле многе почасти и имају много спомен обележја у разним градовима Доминиканске Републике. Салседо, њихова матична провинција, променила је име у Провинција Херманас Мирабал (провинција сестара Мирабал). Међународни дан борбе против насиља над женама обележава се на годишњицу њихове смрти.
Дуго су САД и доминиканска елита подржавале Трухиљову владу. Ова подршка је трајала упркос атентатима на политичку опозицију, масакру Хаићана и Трухиљовим сплеткама против других земаља. САД су веровале да је Трухиљо мање од два или више зла. САД су коначно раскинуле са Трухиљом 1960. године, након што су Трухиљови агенти покушали да изврше атентат на венецуеланског председника Ромула Бетанкорта, жестоког критичара Трухиља.

### После Трухиља
Атентат на Трухиља је извршен 30. маја 1961. оружјем које је испоручила Централна обавештајна агенција Сједињених Држава (ЦИА).
У фебруару 1963. године демократски изабрана влада под левичаром Хуаном Боском преузела дужност, али је срушена у септембру. 24. априла 1965. године, након 19 месеци војне владавине, избила је пробоскеoва побуна.
Неколико дана касније, амерички председник Линдон Џонсон, забринут да би комунисти могли да преузму побуну и створе "другу Кубу", послао је маринце, а одмах потом и 82. ваздухопловну дивизију америчке војске и друге елементе ваздухопловног корпуса, у операцији Поверпак.
„Нећемо седети у столици склопљених руку и допустити комунистима да успоставе било коју владу на западној хемисфери“, рекао је Џонсон. Снагама су се убрзо придружили релативно мали контингенти из Организације америчких држава. Сви су остали у земљи више од годину дана и напустили су их након надгледања избора 1966. године на којима је победио Хоакин Балагер. Био је последњи Трухиљов председник марионета.
Данило Медина из ПЛД-а изабран је за председника 2012. године и поновно изабран 2016. године. С друге стране, значајан пораст криминала, владина корупција и слаб правосудни систем прете да засене њихов административни период. На изборима 2020. наследио га је Луис Абинадер.

## Становништво
Доминиканска Република има око 8,5 милиона становника. Већи део становништва су мелези, преко 80%, пореклом од мешавине домородаца и шпанских освајача с краја 15. века. Остатак становништва чине бели досељеници око 11% и црнци 1%. Већина становништва (преко 80%) живи на ивици беде и сиромаштва, док се издваја само мали број веома богатих људи. Образовање им је на ниском нивоу, стопа писмености је око 85%.
Привредни и друштвени проблеми су последица тешког периода диктаторске владавине генерала Трухиља између раних 30-их и почетка 60-их година 20. века. Почетком 70-их земља полако излази из кризе. Приметан је развој туризма у последњој декади 20. века, међутим након терористичких напада у САД и глобалне рецесије у прошлој години забележен је пад броја туриста.

### Етничке групе
У истраживању становништва из 2014. године, 70,4% се идентификовало као мешовито, 15,8% као црно, 13,5% као бело и 0,3% као „остало“. Етничке имигрантске групе у земљи укључују западне Азијате - углавном Либанце, Сиријце и Палестинце. Источни Азијати, првенствено етнички Кинези и Јапанци, такође се могу наћи. Европљане представљају углавном шпански белци, али такође и са мањом популацијом немачких Јевреја, Италијана, Португалаца, Британаца, Холанђана, Данаца и Мађара. Неки преобраћени Јевреји Сефарди из Шпаније били су део раних експедиција; само су католици смели да долазе у Нови свет. Касније је било јеврејских миграната који су долазили са Иберијског полуострва и других делова Европе у 1700-им. Неки су успели да стигну на Карибе као избеглице током и после Другог светског рата. Неки Јевреји Сефарди живе у Сосуји, док су други расељени по целој земљи. Самоидентификовани Јевреји броје око 3.000; други доминиканци могу имати неко јеврејско порекло због бракова међу преобраћеним јеврејским католицима и другим доминиканцима од колонијалних година. Неки Доминиканци рођени у Сједињеним Државама сада живе у Доминиканској Републици, стварајући неку врсту емигрантске заједнице.

### Језик
Становништво Доминиканске Републике углавном говори шпански језик. Локална варијанта шпанског назива се доминикански шпански, што подсећа на друге шпанске народне језике на Карибима и има сличности са канарским шпанским језиком.
Школе се заснивају на шпанском образовном моделу; енглески и француски су обавезни страни језици и у приватним и у државним школама, иако је квалитет наставе страних језика лош. Неки приватни образовни институти пружају наставу на другим језицима, посебно на италијанском, јапанском и мандаринском.
Хаићански креолски је највећи мањински језик у Доминиканској Републици и њиме говоре хаићански имигранти и њихови потомци.

## Географија

### Положај
Доминиканска Република се граничи на западу са Хаитијем. Површина државе износи 48.670,82 km².

### Геологија и рељеф
Доминиканска Република има четири важна планинска ланца. Најсевернији је Кордиљера Септентрионал („Северни планински венац“), који се протеже од северозападног обалног града Монте Кристи, близу хаићанске границе, до полуострва Самана на истоку, које иде паралелно са обалом Атлантика. Највиши домет у Доминиканској Републици - заиста, у целој Западној Индији - је Централна Кордиљера („Централни планински венац“).
Између централног и северног планинског ланца лежи богата и плодна долина Сибао. У овој великој долини налазе се градови Сантиаго и Ла Вега и већина пољопривредних подручја у земљи. Прилично мање плодне су полусушне долине Сан Хуан, јужно од Централне Кордиљере, и долине Неиба, ушушкане између Сијере де Неибе и Сијере де Бахоруко. Велики део копна око басена Енрикиљо налази се испод нивоа мора, са врућим, сушним окружењем попут пустиње. У планинама постоје и друге мање долине, као што су долине Констанца, Харабакоа, Вила Алтаграсија и Бонао.
Љано Костеро дел Карибе („Карипска обална равница“) највећа је од равница у Доминиканској Републици. Простире се северно и источно од Санто Доминга, садржи многе плантаже шећера у саванама које су тамо честе. Западно од Санто Доминга његова ширина је смањена на 10 km (6,2 mi) док грли обалу, завршавајући на ушћу реке Оцоа. Друга велика равница је Плена де Азуа („равница Азуа“), врло сушна регија у провинцији Азуа. Још неколико малих приморских равница налази се на северној обали и на полуострву Педерналес.

### Воде
Четири главне реке исушују бројне планине Доминиканске Републике. Јакве дел Норте је најдужа и најважнија доминиканска река. Преноси вишак воде из долине Сибао и улива се у залив Монте Кристи, на северозападу. Такође, река Јуна служи Вега Реалу и улива се у залив Самана, на североистоку. Одводњу долине Сан Хуан пружа река Сан Хуан, притока Јакве дел Сур, која се улива у Карибе, на југу. Артибонито је најдужа река Хиспаниоле и тече западно у Хаити.
Много је језера и обалних лагуна. Највеће језеро је Енрикиљо, слано језеро на 45 m (148 ft) испод нивоа мора, најнижа надморска висина на Карибима. Друга важна језера су Лагуна де Ринсон или Сабрал, са слатком водом, и Лагуна де Овиедо, лагуна са бочастом водом.

### Флора и фауна
Постоји приближно 6 000 врста флоре и 7 000 врста фауне у Доминиканској Републици. Међу онима које треба потражити на нашем острву су палмкат или Сигва Палмера, национална птица Доминиканске Републике. Присутни су и гмизавци и водоземци, попут америчког крокодила или угрожене Рикордове игуане. Постоји 3.000 грбавих китова који се верно сливају у залив Самане сваке године да би се парили и родили у топлим водама.
Доминиканска Република може се похвалити са невероватних 6.000 врста биљака, од којих је 2.050 ендемских - има их само у Доминиканској Републици. Најцењенија врста је егзотична перескија квискејана или роса де баиахибе, национални цвет земље. То је ретки кактус који узгаја лишће, а сам цвет је нежне ружичасте боје, 100% пореклом из подручја Баиахибе.
Угрожени биљојед западноиндијске морске воде живи у ушћу и лагунама, посебно на северној обали, где се највећи број морских планина склони у заштићену лагуну у уточишту морских сисара Естеро Хондо.
На острву Саона, на нетакнутим плажама острва, гнезде се четири врсте корњача - главатељи, зелена морска корњача, кожаста корњача и корњача јастреба. Такође их се може приметити на југозападу, у водама Националног парка Јарагуа, другог места за гнежђење корњача.
Корални гребени су присутни у различитим условима и величини, од којих су многи постали заштићени у покушају да их спасу од штете тешког туризма. Најприступачнија корална формација налази се на обали Монтекристија, али има и прелепих корала које се могу видети у водама око острва Кајо Арена, Саона, Каталина и крај северне обале Самана.

### Клима
Јужна обала се налази на око 17° северне географске ширине, док је северна на око 19°. Климатски услови се нешто разликују, кишна сезона на северу земље почиње крајем новембра и завршава се крајем маја месеца, док у јужном делу нешто више падавина има у летњим месецима. Што се тиче падавина, генерално нема правила. Чести су пљускови и ван кишне сезоне обично у поподневним часовима а трају свега 20-30 минута. Најкишнији месец је мај када су падавине свакодневне и веома обилне, јаки пљускови могу потрајати и по неколико часова.
Влажност ваздуха је веома висока током целе године тако да је температура привидно виша за око 5-6 °C. Температурне разлике су мале током целе године, дневни максимум током лета не прелази 32-33 °C (август) док се зими креће око 24-25 °C (јануар). Ноћне температуре су ниже за неколико степени и скоро никада не падају испод 18 °C.
Сезона урагана је август-септембар уз напомену да су јачи у јужном делу земље, а ту достижу невероватне брзине и до 150 km/h. Урагани знају да буду веома разорни а неретко се завршавају катастрофалним последицама по околину. Један од најјачих урагана који је погодио ДР се догодио 1997. године када је 2/3 површине земље сравњено са земљом. Већина кућа, мостова и путева је била потпуно уништена.

## Административна подела
Доминиканска Република је подељена на 31 провинцију. Санто Доминго, главни град, одређен је за Дистрито Национал (Национални округ). Покрајине су подељене на општине. Оне су другоразредна политичка и административна подела земље. Председник именује гувернере 31 провинције. Градоначелници и општинска већа управљају са 124 општинска округа и Националним округом (Санто Доминго). Бирају се истовремено са представницима конгреса.

## Привреда
Доминиканска Република има највећу економију  (према америчком Стејт департменту и Светској банци) у региону Кариба и Централне Америке. То је земља у развоју са горњим средњим дохотком, са БДП-ом по глави становника у 2015. години од 14.770 америчких долара, у ППП-у.
Током последње три деценије, доминиканска економија, која је раније зависила од извоза пољопривредних производа (углавном шећера, какаа и кафе), прешла је на разнолику комбинацију услуга, производње, пољопривреде, рударства и трговине. Услужни сектор чини скоро 60% БДП-а; производња, за 22%; туризам, телекомуникације и финансије су главне компоненте услужног сектора; међутим, ниједан од њих не чини више од 10% целине.
Висока незапосленост и неједнакост дохотка дугорочни су изазови. Међународне миграције у великој мери утичу на Доминиканску Републику, јер она прима и шаље велике мигрантске токове. Масовна илегална имиграција са Хаитија и интеграција доминиканаца хаићанског порекла су главна питања. Постоји велика доминиканска дијаспора, углавном у Сједињеним Државама, која доприноси развоју, шаљући милијарде долара доминиканским породицама у дознакама.
Доминиканска Република има уочени проблем дечијег рада у индустрији кафе, пиринча, шећерне трске и парадајза. Према америчком Министарству рада, радне неправде у индустрији шећерне трске протежу се и на принудни рад. Три велике групе поседују 75% земљишта.

### Туризам
Доминиканска Република је најпосећенија дестинација на Карибима. Целогодишњи голф терени су главне атракције. Географски разнолика нација, Доминиканска Република је дом и највишем планинском врху Кариба, Пико Дуарте, и највећем језеру и тачки најнижег карипског језера, језеру Енрикиљо. Земља је такође место прве катедрале, замке, манастира и тврђаве изграђене у Америци, смештених у Колонијалној зони Санто Доминга, месту светске баштине.
Туризам је један од фактора за подстицање економског раста Доминиканске Републике. Доминиканска Република је најпопуларнија туристичка дестинација на Карибима. Најпопуларнија туристичка места су свакако главни град Санто Доминго (његова подземна језера), Пунта Кана, Национални парк 3 ока (3 језера), острво Саона и већ поменуто језеро Енрикиљо.

## Национална кухиња
Доминиканска кухиња углавном је мешавина Таино, шпанског и афричког утицаја који се мешао током неколико векова. Типична кухиња слична је већини других у осталим латиноамеричким земљама, али су називи јела другачији. За доручак се обично припремају јаја и мангу (шп. mangú - кувана маниока или корен неког другог поврћа), у комбинацији са прженим месом и/или сиром. Слично као и у Шпанији, ручак је најобилнији и најважнији оброк. Углавном је то комбинација меса (пилетина, свињетина или риба), пиринач и пасуљ, уз додатак свеже салате. Ла бандера (шп. La Bandera) је најпопуларније јело - састоји се од печене пилетине, белог пиринча и црвеног пасуља. Такође врло популарна су и јела од козјег меса.

## Национални симболи
Неки од важних симбола Доминиканске Републике су застава, грб и државна химна, насловљена Химно Национал. На застави је велики бели крст који је дели на четири четвртине. Две четвртине су црвене, а две плаве. Црвена представља крв коју су пролили ослободиоци. Плава изражава Божју заштиту над нацијом. Бели крст симболизује борбу ослободилаца да се будућим генерацијама завешта слободна нација. Алтернативно тумачење је да плава боја представља идеале напретка и слободе, док бела боја симболизује мир и јединство међу доминиканцима.
У средишту крста налази се доминикански грб, у истим бојама као и национална застава. На грбу је приказан штит прекривен црвеном, белом и плавом заставом са Библијом, златним крстом и стрелама; штит је окружен маслиновом гранчицом (лево) и палмином гранчицом (десно). Библија традиционално представља истину и светлост. Златни крст симболизује искупљење из ропства, а стрелице племените војнике и њихову поносну војску. На плавој траци изнад штита стоји „Диос, Патрија, Либертад“ (што значи „Бог, отаџбина, слобода“). На црвеној траци испод штита стоји „Република Доминикана“ (што значи „Доминиканска Република“). Од свих застава на свету, приказ Библије јединствен је за доминиканску заставу.
Национални цвет је ружа Бајахибе, а национално дрво западноиндијски махагони. Национална птица је Сигва Палмера или Палмкат.